# Liselotte Orff
Pour les articles homonymes, voir Orff.
Liselotte Orff (née le 7 septembre 1930 à Munich et morte le 19 septembre 2012 à Murnau am Staffelsee) est la quatrième femme du compositeur Carl Orff (1895-1982) et gestionnaire de son legs après la mort de ce dernier.

## Biographie
Liselotte Schmitz naît à Munich le 7 septembre 1930. Au cours de la Seconde Guerre mondiale, la famille déménage à Samerberg. Schmitz fait des études à Rosenheim
Après être devenue secrétaire de Carl Orff, elle épouse ce dernier en 1960. Après la mort de ce dernier, Liselotte Orff est présidente de la Fondation Carl Orff.